# Vaccinium meridionale
El agraz silvestre (Vaccinium meridionale), llamado también mortiño, camueza, vichacha, 
arándano agraz o gongapa, es un especie arbustiva perteneciente a la familia Ericaceae, nativa de las zonas montañosas andinas de Colombia, Venezuela, Ecuador y Perú. 
Especie emparentada con el arándano azul y el mortiño, es una fruta del bosque; siendo considerada antes como un matorral, el agraz ahora es estimado por los valores antioxidantes de su fruto, dados sus altos contenidos de antocianinas.

## Descripción
Es un arbusto que puede medir desde 1,50 hasta 7 m de altura. 
Las hojas son simples, alternas, de forma elíptica a oval, coriáceas, con ápice agudo levemente apiculado, base cuneada y margen crenado. 
Las flores son tetrámeras o a veces pentámeras, con corola blanca o manchada de rosado o rojo. La inflorescencia es en racimo, produciendo de 10 a 15 flores por racimo. 
Los frutos son bayas redondas, comestibles, de aproximadamente 1,2 cm de diámetro, color verde en la etapa de crecimiento y rojo oscuro vinotinto (dando la apariencia de negro o violeta) cuando alcanza su madurez y sabor ácido.

## Taxonomía
Vaccinium meridionale fue descrita por Peter Olof Swartz y publicado en Nova Genera et Species Plantarum seu Prodromus 62. 1788.
Etimología

Ver:  Vaccinium
meridionale: epíteto latino que significa "meridional".
Sinonimia
- Metagonia meridionalis (Sw.) Nutt.
- Vaccinium caracasanum Kunth[7]

## Siembra y genética
Se siembra en parcelas a distancias de 3×2 metros, no modificando su hábitat ya que es una especie silvestre. La mejor propagación se realiza con plántulas de yemas radiculares de bejucos viejos. A medida que el hábitat naturales desaparecen, hay una tendencia de cultivar especies silvestres vegetales en bancos de semillas.
Cuando se propaga por semillas, las plántulas pueden trasplantarse al año y medio; cuando se usan estacas se puede hacer el trasplante a los seis meses y mediante enraizamiento de ramas o acodos a los siete meses. La vida productiva de las plantas puede prolongarse hasta por ocho décadas, con dos cosechas de frutos por año.
La conservación exitosa del Agraz requiere conocer su biología reproductiva. Esta es una planta clonal que produce individuos genéticamente iguales por reproducción vegetativa, cuya estructura genética es compleja, con mezcla de plantas provenientes de reproducción sexual y asexual; por ello es conveniente, aparte de la colección de campo, con pocas plantas mantener su semilla, para una representación mayor de la variabilidad genética.

### Investigación
La mora y el agraz son frutos con gran potencial en este sentido, ya que cuentan con propiedades que protegen al organismo de los radicales libres, que son los que atacan el aparato circulatorio, pueden producir envejecimiento prematuro y hasta cáncer. Por tal motivo, investigadores de la Universidad Nacional de Medellín se concentraron en conocer los cambios que pueden tener estos frutos en distintas etapas de maduración y procesamiento. El propósito del grupo de investigadores es continuar estudiando el agraz o mortiño.
Los investigadores consideran que a partir de este fruto se pueden encontrar grandes ventajas químicas y obtener mediante procesos tecnológicos productos fermentados de alto valor agregado como vinos, salsas y vinagres balsámicos.
Por sus altos contenidos de polifenoles (antocianinas), es considerado como el fruto con mayor potencial antioxidante, con relación al resto de frutas tropicales y su uso es aprovechado para el tratamiento de algunas enfermedades como accidentes cerebrovasculares y enfermedades neurodegenerativas.

### Cultivo en Colombia
En Colombia se registra la presencia de esta planta en alturas comprendidas entre los 2200 y 3400 metros sobre el nivel del mar, y es el único país del trópico que presenta dos cosechas al año de este fruto, también muy tradicional en Boyacá. Un grupo de investigadores de la ONU en Medellín escogió como trabajo de campo cultivos presentes en los municipios de Guachetá en Cundinamarca; abrazo California, en Santander, y La Ceja, Santa Rosa de Osos y Entrerríos en el Norte de Antioquia. Este estudio determinó que estos frutos rojos, los cuales se consumen muchas veces procesados, tienen cambios en las etapas de maduración que afectan su aporte antioxidante. También se usa para hacer vinos tiernos.

## Usos

### En bebida tradicional en Ecuador: colada morada
En Ecuador, el mortino es un ingrediente muy importante de la colada morada, una bebida dulce que se disfruta durante el día de difuntos (2 de noviembre) junto con hogazas de pan en forma humana, llamadas "guaguas de pan". Esta tradición se remonta a un origen precolombino.

### Platos con agraz
El agraz es apetecido para preparar postres, tortas, jugos, mermeladas, dulces de Navidad o muffins.